# Свети Пантелеймон (Никифорово)
Вижте пояснителната страница за други значения на Свети Пантелеймон.
„Свети Пантелеймон“ (на македонска литературна норма: „Свети Пантелејмон“) е възрожденска църква в гостиварското село Долна Баница, Северна Македония, част от Тетовско-Гостиварската епархия на Македонската православна църква – Охридска архиепископия. Църквата е изградена в XIX век. В 1927 година църквата, която е била в разрушено състояние, е обновена и осветена от епископ Варнава Скопски.